# Tibetima gyirongensis
Espèce
Synonymes
- Fernandezina gyirongensis Hu & Li, 1987
- Steriphopus gyirongensis (Hu & Li, 1987)

Tibetima gyirongensis est une espèce d'araignées aranéomorphes de la famille des Palpimanidae.

## Distribution
Cette espèce est endémique du Tibet en Chine,. Elle se rencontre dans le xian de Gyirong.

## Description
Le mâle holotype mesure 3,00 mm.

## Systématique et taxinomie
Cette espèce a été décrite sous le protonyme Fernandezina gyirongensis par Hu et Li en 1987. Elle est placée dans le genre Steriphopus par Zonstein et Marusik en 2013 puis dans le genre Tibetima par Lin et Li en 2020.

## Étymologie
Son nom d'espèce, composé de gyirong et du suffixe latin -ensis, « qui vit dans, qui habite », lui a été donné en référence au lieu de sa découverte, le xian de Gyirong.

## Publication originale
- Hu & Li, 1987 : « The spiders collected from the fields and the forests of Xizang Autonomous Region, China. (II). » Agricultural Insects, Spiders, Plant Diseases and Weeds of Xizang, vol. 2, p. 247-353.